# Rabča
Rabča (in ungherese Rabcsa) è un comune della Slovacchia facente parte del distretto di Námestovo, nella regione di Žilina.